# 2-pentină
2-pentina  este un compus organic din categoria alchinelor.  2-pentina este izomeră cu 1-pentina. Cele două alchine sunt denumite la modul general pentine. Formula structurală restrânsă este:
{\displaystyle CH_{3}-C\equiv C-CH_{2}-CH_{3}}

## Sinteză
2-pentina poate fi sintetizată prin rearanjarea 1-pentinei într-o soluție formată din etanol și hidroxid de potasiu.